# Lista de presidentes da província autônoma de Trento
- 1948 - 1952: Giuseppe Balista
- 1952 - 1956: Remo Albertini
- 1956 - 1960: Riccardo Rosa
- 1960 - 1974: Bruno Kessler
- 1974 - 1979: Giorgio Grigolli
- 1979 - 1985: Flavio Mengoni
- 1985 - 1989: Pierluigi Angeli
- 1989 - 1992: Mario Malossini
- 1992 - 1993: Gianni Bazzanella
- 1993 - 1999: Carlo Andreotti
- 1999 -        : Lorenzo Dellai